# Groupe Fournier
Pour les articles homonymes, voir Fournier.
Le Groupe Fournier ou Laboratoires Fournier était une entreprise française de produits pharmaceutiques, aujourd'hui disparue.
Elle fut le 4e laboratoire pharmaceutique français indépendant, avant d'être acquis par le groupe Solvay SA en 2006. Les laboratoires Abbott rachètent en septembre 2009 les activités pharmaceutiques de Solvay SA, et démantèlent les Laboratoires Fournier en 2011,. C'est un laboratoire pharmaceutique principalement implanté dans le Grand Dijon en Côte d'Or.

## Historique
- Fondation en 1880 d'une droguerie médicinale dirigée par un herboriste, Pierre Bon, et un droguiste, Étienne Fournier, au 7 de la rue Audra à Dijon[5].
- En 1894, la droguerie "Fournier Bon et Cie" ouvre des bureaux et des magasins rue Devosge, des ateliers de fabrication et un laboratoire, cours de la Faïencerie puis la petite usine de « la plaine aux roses » rue Petitot.
- En 1904, transformation en "Fournier et Cie".
- 1941, naissance de la "société d’exploitation des produits des Laboratoires Fournier Sarl", 18, rue de Jouvence dont Jean Le Lous, 29 ans, devient le jeune pharmacien-directeur et développe considérablement la société. L’établissement emploie alors 60 personnes qui fabriquent des médicaments, des sparadraps et des pansements.
- Lancement de la marque de pansements Urgo en 1958.
- 1960, construction du site de Chenôve.
- Création des sirops Humex Fournier en 1963[6].
- 1966, Bernard Majoie, qui a épousé la fille de Jean Le Lous en 1962, docteur en biologie, se voit confier la mission de créer un laboratoire de recherche.
- 1975, le lancement du fénofibrate, destiné au traitement du cholestérol va donner une dimension nationale puis internationale aux laboratoires.
- En 1983, création du centre de recherche de Daix avec cent cinquante chercheurs et techniciens.
- Bernard Majoie prend les rênes de l'entreprise en 1989.
- À la mort de Jean Le Lous en mars 2002, le groupe Fournier se divise entre "Fournier Pharma", l'activité patch "Tilderm", adhésifs et polymères "Plasto" et le laboratoire Urgo racheté par le fils Hervé Le Lous en 2003[7].
- En 2006, le groupe pharmaceutique et chimique Solvay acquiert les "Fournier Pharma" pour 1,3 milliard d'euros auprès de la famille Le Lous[8].
- Solvay revend la filiale de principes actifs Synkem à Chemical Investor en 2007.
- Vente du site de production du Lipanthyl, à Fontaine-lès-Dijon, au suédois Recipharm AB, en 2008[9].
- En 2009, les laboratoires Abbott rachètent les activités pharmacie du groupe Solvay, qui se recentre sur la chimie.
- Fermeture des Laboratoires Fournier par Abbott, en octobre 2011[10]
- En 2011, les ventes de sa molécule anti-cholestérol, le fenofibrate, représentent aux 1 279 750 dollars US[réf. nécessaire].
- Conclusion d'un partenariat du groupe Abbott, avec reprise d'une partie des salariés et création de la biotech Inventiva dans les anciens laboratoires Fournier, inaugurée le 30 août 2012[6].